# Lista odcinków serialu Shameless – Niepokorni
Poniżej znajduje się lista odcinków serialu telewizyjnego Shameless – Niepokorni – emitowanego przez amerykańską stację telewizyjną Showtime od 9 stycznia 2011 roku. W Polsce serial jest dostępny w usłudze nSeriale od 1 czerwca 2011 roku.

## Przegląd sezonów
| Sezon | Sezon | Odcinki | Odcinki          | Oryginalna emisja (Showtime) | Oryginalna emisja (Showtime) | Oryginalna emisja (nSeriale) | Oryginalna emisja (nSeriale) | Oryginalna emisja (nSeriale) |
| Sezon | Sezon | Odcinki | Odcinki          | Premiera sezonu              | Finał sezonu                 | Premiera sezonu              | Finał sezonu                 |                              |
| ----- | ----- | ------- | ---------------- | ---------------------------- | ---------------------------- | ---------------------------- | ---------------------------- | ---------------------------- |
|       | 1     | 12      | 12               | 9 stycznia 2011              | 27 marca 2011                | 1 czerwca 2011               | 17 sierpnia 2011             |                              |
|       | 2     | 12      | 12               | 8 stycznia 2012              | 1 kwietnia 2012              | 1 czerwca 2012               | 17 sierpnia 2012             |                              |
|       | 3     | 12      | 12               | 13 stycznia 2013             | 7 kwietnia 2013              | 1 czerwca 2013               | 17 sierpnia 2013             |                              |
|       | 4     | 12      | 12               | 12 stycznia 2014             | 6 kwietnia 2014              | 1 czerwca 2014               | 17 sierpnia 2014             |                              |
|       | 5     | 12      | 12               | 11 stycznia 2015             | 5 kwietnia 2015              | 5 czerwca 2015               | 17 sierpnia 2015             |                              |
|       | 6     | 12      | 12               | 17 stycznia 2016             | 3 kwietnia 2016              | 1 maja 2016                  | 17 lipca 2016                |                              |
|       | 7     | 12      | 12               | 2 października 2016          | 18 grudnia 2016              | 5 grudnia 2016               | 20 lutego 2017               |                              |
|       | 8     | 12      | 12               | 5 listopada 2017             | 28 stycznia 2018             | nieemitowany                 | nieemitowany                 |                              |
|       | 9     | 14      | 7                | 9 września 2018              | 21 października 2018         | nieemitowany                 | nieemitowany                 |                              |
| 7     | 9     | 14      | 20 stycznia 2019 | 10 marca 2019                | nieemitowany                 | nieemitowany                 |                              |                              |
|       | 10    | 12      | 12               | 3 listopada 2019             | 26 stycznia 2020             | nieemitowany                 | nieemitowany                 |                              |

## Sezon 1 (2011)
| Nr | #  | Tytuł                                           | Reżyseria       | Scenariusz                       | Premiera (Showtime) | Premiera (nSeriale) |
| -- | -- | ----------------------------------------------- | --------------- | -------------------------------- | ------------------- | ------------------- |
| 1  | 1  | Pilot                                           | Mark Mylod      | Paul Abbott John Wells           | 9 stycznia 2011     | 1 czerwca 2011      |
| 2  | 2  | Frank the Plank                                 | John Wells      | Paul Abbott John Wells           | 16 stycznia 2011    | 8 czerwca 2011      |
| 3  | 3  | Aunt Ginger                                     | Stephen Hopkins | Nancy M. Pimental                | 23 stycznia 2011    | 15 czerwca 2011     |
| 4  | 4  | Casey Casden                                    | Todd Holland    | Cindy Caponera Paul Abbott       | 30 stycznia 2011    | 22 czerwca 2011     |
| 5  | 5  | Three Boys                                      | Mimi Leder      | Alex Borstein Danny Brocklehurst | 6 lutego 2011       | 29 czerwca 2011     |
| 6  | 6  | Killer Carl                                     | John Dahl       | Mike O’Malley                    | 13 lutego 2011      | 6 lipca 2011        |
| 7  | 7  | Frank Gallagher: Loving Husband, Devoted Father | David Nutter    | Etan Frankel                     | 20 lutego 2011      | 13 lipca 2011       |
| 8  | 8  | It’s Time to Kill the Turtle                    | Scott Frank     | Nathan Jackson Nancy M. Pimental | 27 lutego 2011      | 20 lipca 2011       |
| 9  | 9  | But At Last Came a Knock                        | Mark Mylod      | Alex Borstein Paul Abbott        | 6 marca 2011        | 27 lipca 2011       |
| 10 | 10 | Nana Gallagher Had an Affair                    | Adam Bernstein  | Cindy Caponera Paul Abbott       | 13 marca 2011       | 3 sierpnia 2011     |
| 11 | 11 | Daddyz Girl                                     | Sanaa Hamri     | Nancy M. Pimental                | 20 marca 2011       | 10 sierpnia 2011    |
| 12 | 12 | Father Frank, Full of Grace                     | Mark Mylod      | John Wells                       | 27 marca 2011       | 17 sierpnia 2011    |

## Sezon 2 (2012)
| Nr | #  | Tytuł                                 | Reżyseria                | Scenariusz                       | Premiera (Showtime) | Premiera (nSeriale) |
| -- | -- | ------------------------------------- | ------------------------ | -------------------------------- | ------------------- | ------------------- |
| 13 | 1  | Summertime                            | Mark Mylod               | John Wells                       | 8 stycznia 2012     | 1 czerwca 2012      |
| 14 | 2  | Summer Loving                         | John Wells               | Mike O’Malley                    | 15 stycznia 2012    | 8 czerwca 2012      |
| 15 | 3  | I’ll Light a Candle for You Every Day | Craig Zisk               | Nancy M. Pimental                | 22 stycznia 2012    | 15 czerwca 2012     |
| 16 | 4  | A Beautiful Mess                      | Mark Mylod               | Alex Borstein                    | 29 stycznia 2012    | 22 czerwca 2012     |
| 17 | 5  | Father’s Day                          | Anthony Hemingway        | Etan Frankel                     | 5 lutego 2012       | 29 czerwca 2012     |
| 18 | 6  | Can I Have a Mother                   | John Dahl                | William H. Macy Steven Schachter | 12 lutego 2012      | 6 lipca 2012        |
| 19 | 7  | A Bottle of Jean Nate                 | David Nutter             | Nancy M. Pimental                | 19 lutego 2012      | 13 lipca 2012       |
| 20 | 8  | Parenthood                            | Daisy Von Scherler Mayer | Mike O’Malley                    | 4 marca 2012        | 20 lipca 2012       |
| 21 | 9  | Hurricane Monica                      | Alex Graves              | Alex Borstein                    | 11 marca 2012       | 27 lipca 2012       |
| 22 | 10 | A Great Cause                         | Mimi Leder               | Etan Frankel                     | 18 marca 2012       | 3 sierpnia 2012     |
| 23 | 11 | Just Like the Pilgrims Intended       | Mark Mylod               | LaToya Morgan Nancy M. Pimental  | 25 marca 2012       | 10 sierpnia 2012    |
| 24 | 12 | Fiona Interrupted                     | John Wells               | John Wells                       | 1 kwietnia 2012     | 17 sierpnia 2012    |

## Sezon 3 (2013)
| Nr | #  | Tytuł                    | Reżyseria         | Scenariusz                     | Premiera (Showtime) | Premiera (nSeriale) |
| -- | -- | ------------------------ | ----------------- | ------------------------------ | ------------------- | ------------------- |
| 25 | 1  | El Gran Cañon            | Mark Mylod        | John Wells                     | 13 stycznia 2013    | 1 czerwca 2013      |
| 26 | 2  | The American Dream       | Anthony Hemingway | Nancy M. Pimental              | 20 stycznia 2013    | 8 czerwca 2013      |
| 27 | 3  | May I Trim Your Hedges?  | Steve Shill       | Krista Vernoff                 | 27 stycznia 2013    | 15 czerwca 2013     |
| 28 | 4  | The Helpful Gallaghers   | Randall Einhorn   | Mike O’Malley                  | 10 lutego 2013      | 22 czerwca 2013     |
| 29 | 5  | The Sins of My Caretaker | J. Michael Muro   | Sheila Callaghan               | 17 lutego 2013      | 29 czerwca 2013     |
| 30 | 6  | Cascading Failures       | Anthony Hemingway | Alex Borstein                  | 24 lutego 2013      | 6 lipca 2013        |
| 31 | 7  | A Long Way From Home     | Mimi Leder        | Etan Frankel                   | 3 marca 2013        | 13 lipca 2013       |
| 32 | 8  | Where There’s a Will     | Danny Cannon      | Davey Holmes                   | 10 marca 2013       | 20 lipca 2013       |
| 33 | 9  | Frank the Plumber        | Mark Mylod        | Krista Vernoff                 | 17 marca 2013       | 27 lipca 2013       |
| 34 | 10 | Civil Wrongs             | Gary B. Goldman   | Mike O’Malley                  | 24 marca 2013       | 3 sierpnia 2013     |
| 35 | 11 | Order Room Service       | Sanaa Hamri       | Sheila Callaghan               | 31 marca 2013       | 10 sierpnia 2013    |
| 36 | 12 | Survival of the Fittest  | Mark Mylod        | Etan Frankel Nancy M. Pimental | 7 kwietnia 2013     | 17 sierpnia 2013    |

## Sezon 4 (2014)
| Nr | #  | Tytuł                                                          | Reżyseria           | Scenariusz        | Premiera (Showtime) | Premiera (nSeriale) |
| -- | -- | -------------------------------------------------------------- | ------------------- | ----------------- | ------------------- | ------------------- |
| 37 | 1  | Simple Pleasures                                               | John Wells          | John Wells        | 12 stycznia 2014    | 1 czerwca 2014      |
| 38 | 2  | My Oldest Daughter                                             | Mimi Leder          | Nancy M. Pimental | 19 stycznia 2014    | 8 czerwca 2014      |
| 39 | 3  | Like Father, Like Daughter                                     | Sanaa Hamri         | Sheila Callaghan  | 26 stycznia 2014    | 15 czerwca 2014     |
| 40 | 4  | Strangers on a Train                                           | Peter Segal         | Etan Frankel      | 2 lutego 2014       | 22 czerwca 2014     |
| 41 | 5  | There’s the Rub                                                | David Nutter        | Davey Holmes      | 9 lutego 2014       | 29 czerwca 2014     |
| 42 | 6  | Iron City                                                      | James Ponsoldt      | John Wells        | 16 lutego 2014      | 6 lipca 2014        |
| 43 | 7  | A Jailbird, Invalid, Martyr, Cutter, Retard and Parasitic Twin | Gary B. Goldman     | Nancy M. Pimental | 23 lutego 2014      | 13 lipca 2014       |
| 44 | 8  | Hope Springs Paternal                                          | Mimi Leder          | Sheila Callaghan  | 9 marca 2014        | 20 lipca 2014       |
| 45 | 9  | The Legend of Bonnie and Carl                                  | Mark Mylod          | Etan Frankel      | 16 marca 2014       | 27 lipca 2014       |
| 46 | 10 | Liver, I Hardly Know Her                                       | Christopher Chulack | Davey Holmes      | 23 marca 2014       | 3 sierpnia 2014     |
| 47 | 11 | Emily                                                          | Anthony Hemingway   | Nancy M. Pimental | 30 marca 2014       | 10 sierpnia 2014    |
| 48 | 12 | Lazarus                                                        | Mark Mylod          | John Wells        | 6 kwietnia 2014     | 17 sierpnia 2014    |

## Sezon 5 (2015)
| Nr | #  | Tytuł                                | Reżyseria           | Scenariusz        | Premiera (Showtime) | Premiera (nSeriale) |
| -- | -- | ------------------------------------ | ------------------- | ----------------- | ------------------- | ------------------- |
| 49 | 1  | Milk of the Gods                     | Christopher Chulack | Nancy M. Pimental | 11 stycznia 2015    | 5 czerwca 2015      |
| 50 | 2  | I’m the Liver                        | Sanaa Hamri         | Krista Vernoff    | 18 stycznia 2015    | 8 czerwca 2015      |
| 51 | 3  | The Two Lisas                        | Peter Segal         | Sheila Callaghan  | 25 stycznia 2015    | 15 czerwca 2015     |
| 52 | 4  | A Night to Remem... Wait, What?      | Richie Keen         | Davey Holmes      | 1 lutego 2015       | 22 czerwca 2015     |
| 53 | 5  | Rite of Passage                      | Alex Graves         | Etan Frankel      | 8 lutego 2015       | 29 czerwca 2015     |
| 54 | 6  | Crazy Love                           | Anthony Hemingway   | John Wells        | 15 lutego 2015      | 6 lipca 2015        |
| 55 | 7  | Tell Me You Fucking Need Me          | William H. Macy     | Nancy Pimental    | 1 marca 2015        | 13 lipca 2015       |
| 56 | 8  | Uncle Carl                           | Wendey Stanzler     | Krista Vernoff    | 8 marca 2015        | 20 lipca 2015       |
| 57 | 9  | Carl’s First Sentencing              | Christopher Chulack | Etan Frankel      | 15 marca 2015       | 27 lipca 2015       |
| 58 | 10 | South Side Rules                     | Michael Uppendahl   | Sheila Callaghan  | 22 marca 2015       | 3 sierpnia 2015     |
| 59 | 11 | Drugs Actually                       | Mimi Leder          | Davey Holmes      | 29 marca 2015       | 10 sierpnia 2015    |
| 60 | 12 | Love Songs (In the Key of Gallagher) | Christopher Chulack | John Wells        | 5 kwietnia 2015     | 17 sierpnia 2015    |

## Sezon 6 (2016)
| Nr | #  | Tytuł                              | Reżyseria           | Scenariusz          | Premiera (Showtime) | Premiera (nSeriale) |
| -- | -- | ---------------------------------- | ------------------- | ------------------- | ------------------- | ------------------- |
| 61 | 1  | I Only Miss Her When I’m Breathing | Iain B. MacDonald   | John Wells          | 10 stycznia 2016    | 1 maja 2016         |
| 62 | 2  | AbortionRules                      | Iain B. MacDonald   | Nancy M. Pimental   | 17 stycznia 2016    | 8 maja 2016         |
| 63 | 3  | Ghost Your Baby                    | Nisha Ganatra       | Krista Vernoff      | 24 stycznia 2016    | 15 maja 2016        |
| 64 | 4  | Going Once, Going Twice            | Christopher Chulack | Davey Holmes        | 31 stycznia 2016    | 22 maja 2016        |
| 65 | 5  | Refugees                           | Wendey Stanzler     | Etan Frankel        | 7 lutego 2016       | 29 maja 2016        |
| 66 | 6  | NSFW                               | Jake Schreier       | Sheila Callaghan    | 14 lutego 2016      | 5 czerwca 2016      |
| 67 | 7  | Pimp’s Paradise                    | Peter Segal         | Dominique Morisseau | 21 lutego 2016      | 12 czerwca 2016     |
| 68 | 8  | Be a Good Boy. Come For Grandma    | Iain B Macdonald    | Nancy M. Pimental   | 6 marca 2016        | 19 czerwca 2016     |
| 69 | 9  | A Yurt of One’s Own                | Ruben Garcia        | Davey Holmes        | 13 marca 2016       | 26 czerwca 2016     |
| 70 | 10 | Paradise Lost                      | Lynn Shelton        | Etan Frankel        | 20 marca 2016       | 3 lipca 2016        |
| 71 | 11 | Sleep No More                      | Anthony Hemingway   | Sheila Callaghan    | 27 marca 2016       | 10 lipca 2016       |
| 72 | 12 | Familia Supra Gallegorious Omnia!  | Christopher Chulack | John Wells          | 3 kwietnia 2016     | 17 lipca 2016       |

## Sezon 7 (2016)
13 stycznia 2016 roku, stacja Showtime zamówiła 7 sezon.
| Nr | #  | Tytuł                                                     | Reżyseria           | Scenariusz          | Premiera (Showtime)  | Premiera (nSeriale) |
| -- | -- | --------------------------------------------------------- | ------------------- | ------------------- | -------------------- | ------------------- |
| 73 | 1  | Hiraeth                                                   | Christopher Chulack | John Wells          | 2 października 2016  | 5 grudnia 2016      |
| 74 | 2  | Swipe, Fuck, Leave                                        | Rob Hardy           | Nancy M. Pimental   | 9 października 2016  | 12 grudnia 2016     |
| 75 | 3  | Home Sweet Homeless Shelter                               | Iain B. MacDonald   | Krista Vernoff      | 16 października 2016 | 19 grudnia 2016     |
| 76 | 4  | I Am a Storm                                              | Emmy Rossum         | Sheila Callaghan    | 23 października 2016 | 26 grudnia 2016     |
| 77 | 5  | Own Your Shit                                             | Christopher Chulack | Dominique Morisseau | 30 października 2016 | 2 stycznia 2017     |
| 78 | 6  | The Defenestration of Frank                               | David Nutter        | Etan Frankel        | 6 listopada 2016     | 9 stycznia 2017     |
| 79 | 7  | You’ll Never Ever Get a Chicken in Your Whole Entire Life | John Wells          | Nancy M. Pimental   | 13 listopada 2016    | 16 stycznia 2017    |
| 80 | 8  | You Sold Me the Laundromat, Remember?                     | Allison Liddi-Brown | Krista Vernoff      | 20 listopada 2016    | 23 stycznia 2017    |
| 81 | 9  | Ouroboros                                                 | Christopher Chulack | Sheila Callaghan    | 27 listopada 2016    | 30 stycznia 2017    |
| 82 | 10 | Ride or Die                                               | Zetna Fuentes       | Dominique Morisseau | 4 grudnia 2016       | 6 lutego 2017       |
| 83 | 11 | Happily Ever After                                        | John M. Valerio     | Etan Frankel        | 11 grudnia 2016      | 13 lutego 2017      |
| 84 | 12 | Requiem for a Slut                                        | John Wells          | John Wells          | 18 grudnia 2016      | 20 lutego 2017      |

## Sezon 8 (2017-2018)
20 grudnia 2016 roku, stacja Showtime zamówiła 8 sezon, którego premiera jest przewidziana na 5 listopada 2017 roku.
| Nr | #  | Tytuł                                                  | Reżyseria         | Scenariusz          | Premiera (Showtime) | Premiera (nSeriale) |
| -- | -- | ------------------------------------------------------ | ----------------- | ------------------- | ------------------- | ------------------- |
| 85 | 1  | We Become What We ... Frank!                           | Iain B. MacDonald | John Wells          | 5 listopada 2017    |                     |
| 86 | 2  | Where’s My Meth?                                       | Anthony Hemingway | Nancy M. Pimental   | 12 listopada 2017   |                     |
| 87 | 3  | God Bless Her Rotting Soul                             | Michael Morris    | Krista Vernoff      | 19 listopada 2017   |                     |
| 88 | 4  | Fuck Paying It Forward                                 | Regina King       | Dominique Morisseau | 26 listopada 2017   |                     |
| 89 | 5  | The (Mis)Education of Liam Fergus Beircheart Gallagher | Iain B. MacDonald | Sheila Callaghan    | 3 grudnia 2017      |                     |
| 90 | 6  | Icarus Fell And Rusty Ate Him                          | Zetna Fuentes     | Mark Steilen        | 10 grudnia 2017     |                     |
| 91 | 7  | Occupy Fiona                                           | Iain B. MacDonald | Molly Smith Metzler | 17 grudnia 2017     |                     |
| 92 | 8  | Frank’s Northern Southern Express                      | Emmy Rossum       | Nancy M. Pimental   | 31 grudnia 2017     |                     |
| 93 | 9  | The Fugees                                             | Jeffrey Reiner    | Dominique Morisseau | 7 stycznia 2018     |                     |
| 94 | 10 | Church of Gay Jesus                                    | Anna Mastro       | Sheila Callaghan    | 14 stycznia 2018    |                     |
| 95 | 11 | A Gallagher Pedicure                                   | Iain B. MacDonald | Mark Steilen        | 21 stycznia 2018    |                     |
| 96 | 12 | Sleepwalking                                           | John Wells        | John Wells          | 28 stycznia 2018    |                     |

## Sezon 9 (2018-2019)
8 listopada 2017 roku, stacja Showtime zamówiła 9 sezon, który będzie miał premierę 9 września 2018 roku.
| Nr  | #  | Tytuł                                     | Reżyseria                             | Scenariusz          | Premiera (Showtime)  | Premiera (nSeriale) |
| --- | -- | ----------------------------------------- | ------------------------------------- | ------------------- | -------------------- | ------------------- |
| 97  | 1  | Are You There Shim? It’s Me, Ian          | Iain B. MacDonald                     | Nancy M. Pimental   | 9 września 2018      |                     |
| 98  | 2  | Mo White!                                 | Erin Feeley                           | Molly Smith Metzler | 16 września 2018     |                     |
| 99  | 3  | Weirdo Gallagher Vortex                   | Kat Coiro                             | Joe Lawson          | 23 września 2018     |                     |
| 100 | 4  | Do Right, Vote White                      | Mark Mylod                            | John Wells          | 30 września 2018     |                     |
| 101 | 5  | Black-Haired Ginger                       | William H. Macy                       | Philip Buiser       | 7 października 2018  |                     |
| 102 | 6  | Face It, You’re Gorgeous                  | Allison Liddi-Brown                   | Nancy M. Pimental   | 14 października 2018 |                     |
| 103 | 7  | Down Like the Titanic                     | Silver Tree                           | Molly Smith Metzler | 21 października 2018 |                     |
| 104 | 8  | The Apple Doesn’t Fall Far from the Alibi | Zetna Fuentes                         | Joe Lawson          | 20 stycznia 2019     |                     |
| 105 | 9  | BOOOOOOOOOOOONE!                          | Loren Yaconelli                       | Philip Buiser       | 27 stycznia 2019     |                     |
| 106 | 10 | Los Diablos!                              | Roberto Sneider                       | Nancy M. Pimental   | 10 lutego 2019       |                     |
| 107 | 11 | The Hobo Games                            | Iain B. MacDonald                     | Molly Smith Metzler | 17 lutego 2019       |                     |
| 108 | 12 | You’ll Know the Bottom When You Hit It    | Shari Springer Berman, Robert Pulcini | Joe Lawson          | 24 lutego 2019       |                     |
| 109 | 13 | Lost                                      | Iain B. MacDonald                     | John Wells          | 3 marca 2019         |                     |
| 110 | 14 | Found                                     | John Wells                            | John Wells          | 10 marca 2019        |                     |

## Sezon 10 (2019-2020)
| Nr  | #  | Tytuł                                               | Reżyseria         | Scenariusz          | Premiera (Showtime) | Premiera |
| --- | -- | --------------------------------------------------- | ----------------- | ------------------- | ------------------- | -------- |
| 111 | 1  | We Few, We Lucky Few, We Band Of Gallaghers!        | John Wells        | John Wells          | 10 listopada 2019   |          |
| 112 | 2  | Sleep Well My Prince For Tomorrow You Shall Be King | Jennifer Arnold   | Nancy Pimental      | 17 listopada 2019   |          |
| 113 | 3  | Which America?                                      | Silver Tree       | Molly Smith Metzler | 24 listopada 2019   |          |
| 114 | 4  | A Little Gallagher Goes a Long Way                  | Iain B. MacDonald | Joe Lawson          | 1 grudnia 2019      |          |
| 115 | 5  | Sparky                                              | William H. Macy   | Philip Buiser       | 8 grudnia 2019      |          |
| 116 | 6  | Adios Gringos                                       | Loren Yaconelli   | Sherman Payne       | 15 grudnia 2019     |          |
| 117 | 7  | Citizen Carl                                        | Erin Feeley       | Nancy M. Pimental   | 22 grudnia 2019     |          |
| 118 | 8  | Debbie Might Be a Prostitute                        | Rose Troche       | Molly Smith Metzler | 29 grudnia 2019     |          |
| 119 | 9  | O Captain, My Captain                               | Anthony Hardwick  | Philip Buiser       | 5 stycznia 2020     |          |
| 120 | 10 | Now Leaving Illinois                                | Kevin Bray        | Sherman Payne       | 12 stycznia 2020    |          |
| 121 | 11 | Location, Location, Location                        | Silver Tree       | Joe Lawson          | 19 stycznia 2020    |          |
| 122 | 12 | Gallavich!                                          | John Wells        | John Wells          | 26 stycznia 2020    |          |